# WIJ Lansingerland
WIJ Lansingerland is een lokale politieke partij in de Nederlandse gemeente Lansingerland (provincie Zuid-Holland). De partij is opgericht in 2013 en is de jongste lokale politieke partij in Lansingerland. Na de laatste gemeenteraadsverkiezingen van 16 maart 2022 was WIJ Lansingerland met 7 zetels de grootste politieke partij in de gemeente. Na het afsplitsen van een raadslid in mei 2023 heeft de partij nog 6 zetels en is daarmee getalsmatig de gedeelde tweede partij van Lansingerland.

## Geschiedenis
WIJ Lansingerland is opgericht in 2013 en is daarmee de jongste lokale politieke partij in Lansingerland. Bij de eerste deelname aan de gemeenteraadsverkiezingen in 2014 behaalde de partij 2 zetels in de gemeenteraad. In 2018 groeide dit aantal tot 3 zetels. Met de verkiezingen van 30 maart 2022 zetels werd Wij Lansingerland de grootste, en is het van 3 naar 6 zetels zijn gegaan. Eind mei 2022 zijn de coalitie onderhandelingen tussen WIJ Lansingerland, Leefbaar 3B, D66 en de ChristenUnie succesvol afgerond. Op 2 juni 2022 werd het nieuwe college geïnstalleerd, met Leon Hoek als wethouder namens WIJ Lansingerland.

## Raadsleden
De vertegenwoordigers van WIJ Lansingerland in de gemeenteraad zijn:
- Jan Jumelet
- Jan Alsemgeest
- Mark Bik
- Bianca Boonstra
- Ton Jansen
- Abdel Afalah

## Programma
Het partijprogramma voor de periode 2022-2026 bestaat uit zeven speerpunten:
1. Ruimte voor Jongeren
2. Financieel Verstandig
3. Levendige Dorpen
4. Nu Verduurzamen
5. Samen Leven
6. Bereikbaar en Mobiel
7. Bouwen om te Wonen